# Sportåret 2015

## Allmänt
- 12 juni–28 juni - Europeiska spelen avgörs i Baku i Azerbajdzjan.
- 31 juli - IOK meddelar från sin omröstning i Kuala Lumpur i Malaysia att olympiska vinterspelen 2022 skall arrangeras i Peking i Kina.[1]

## Alpin skidsport
- 3–15 februari: Världsmästerskapen avgörs i Vail och Beaver Creek i Colorado, USA.

## Bandy

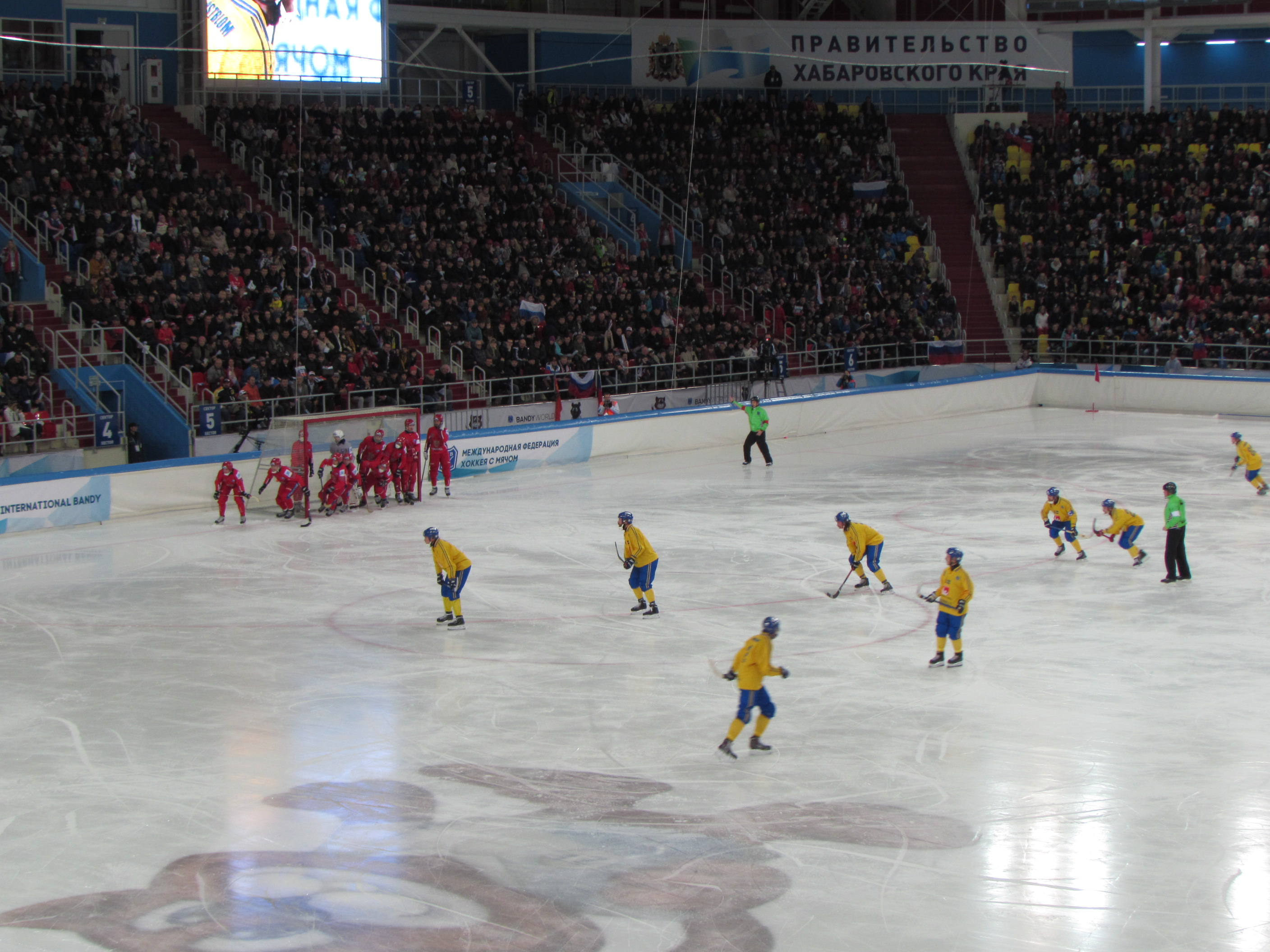
Ryssland besegrar Sverige med 5–3 vid finalen av världsmästerskapet i Chabarovsk i april.

- 13 mars - Kareby IS blir svenska dammästare efter seger mot AIK med 3-1 i finalen på Tele2 Arena i Stockholm.[2]
- 14 mars - Västerås SK blir svenska herrmästare efter seger mot Sandvikens AIK med 6-4 i finalen på Tele2 Arena i Stockholm.[3]
- 29 mars–4 april - Herrarnas världsmästerskap spelas  Ryssland, leder till att Ryssland blir världsmästare efter finalseger mot Sverige med 5–3 i Chabarovsk.[4]
- 11 oktober – HK Jenisej Krasnojarsk, Ryssland vinner World Cup genom att besegra Sandvikens AIK, Sverige med 5–0 i finalmatchen i Göransson Arena i Sandviken, Sverige.[5]

## Baseboll
- 1 november - American League-mästarna Kansas City Royals vinner World Series med 4-1 i matcher över National League-mästarna New York Mets.[6]

## Basket
- 17 juni - Golden State Warriors vinner NBA-finalserien mot Cleveland Cavaliers med 4-2 i matcher.[7]
- 11–28 juni: Serbien vinner Europamästerskapet för damer i Ungern och Rumänien före Frankrike, som besegras i finalen med 78-68, och Spanien.[8]
- 5–20 september: Spanien vinner Europamästerskapet för herrar i Kroatien, Frankrike, Tyskland och Lettland före Litauen, som åker på stryk i finalen med 80-63, samt Frankrike.[9]

## Drakbåtspaddling

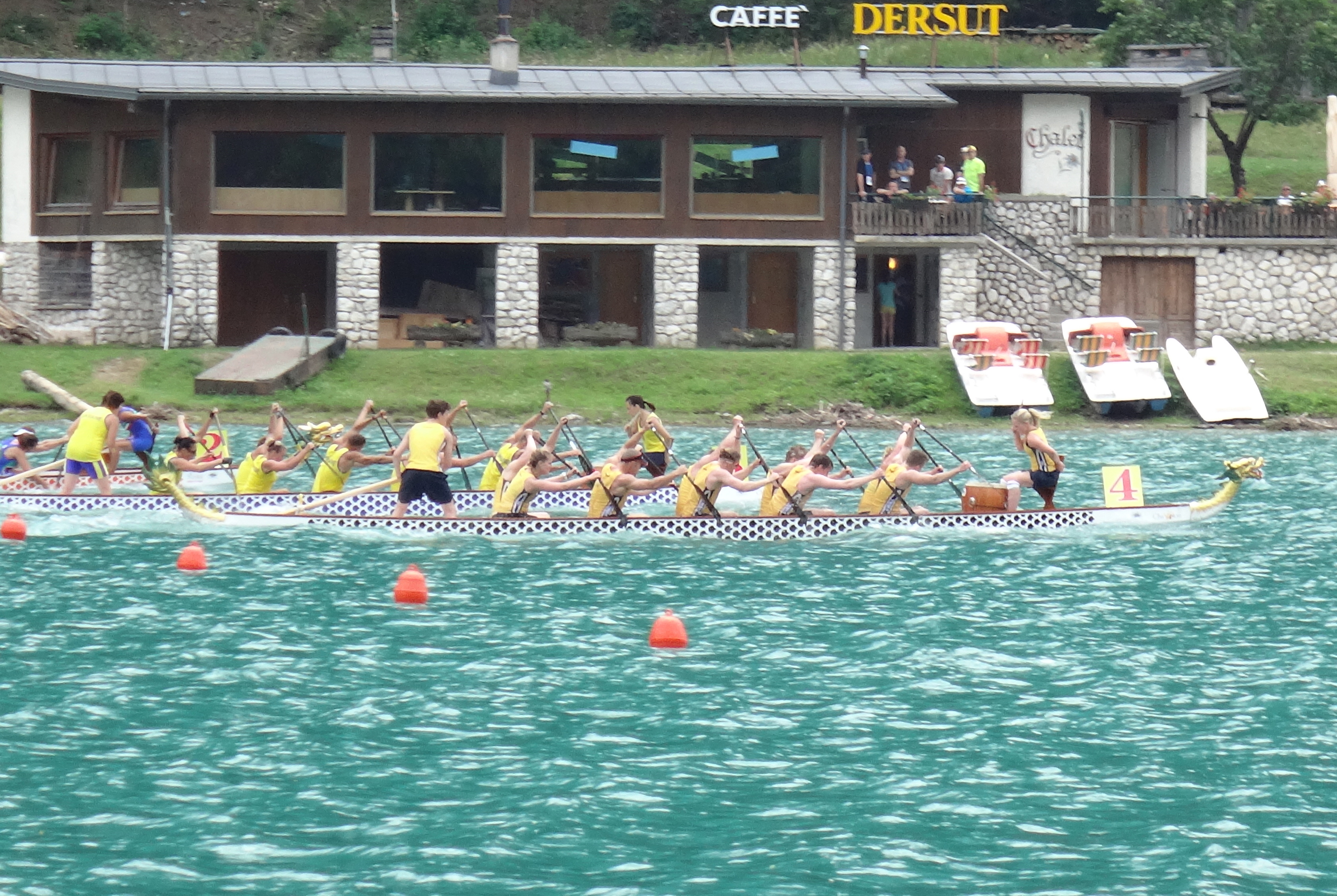
Sverige vann sitt försöksheat och gick direkt till final i 10manna mixed 500 meter på drakbåts-EM 2015.

- Den 2-5 juli: Det svenska drakbåtslandslaget tog det första svenska EM-guldet på 15 år i Auronzo di Cadore på drakbåts-EM 2015. Guldet kom på 200 meter i 20manna mixed. Dessutom ett silver och sex brons. I klassen master (40+) blir det ytterligare ett brons.
- Den 11-12 juli avgjordes drakbåts-SM i Nyköping. Klasserna som kördes var 10manna mixed 200 meter och 500 meter. På 200 meter blev Kajakklubben Eskimå guldmedaljör, Örnsbergs kanotsällskap tog silvret och Tibro Kanotklubb tog brons. På 500 meter tog Örnsbergs kanotsällskap guld, Kajakklubben Eskimå silver och Tibro Kanotklubb tog brons.
- Den 19-23 augusti tog det svenska U24-landslaget brons på både 200 meter och 2000 meter i 20manna mixed. Gulden gick till det Kanadensiska drakbåtslandslaget. På 200 meter fick Sverige delat guld med Australien efter att ha fått samma tid även på tusendelsnivå. I klassen Senior A (40+) tog Sverige ett silver och två brons i 10manna dam.

## Fotboll
- 7 juni–30 juni: Sverige vinner U21-Europamästerskapet i Tjeckien före Portugal, som besegras med 4-3 på straffsparksläggning efter 0-0 i ordinarie speltid i finalmatchen.[10]
- 12 juni–4 juli: Chile vinner Copa América i Chile genom att finalbesegra Argentina med 4-1 i straffsparkstävlingen efter 0-0 i ordinarie speltid.[11]

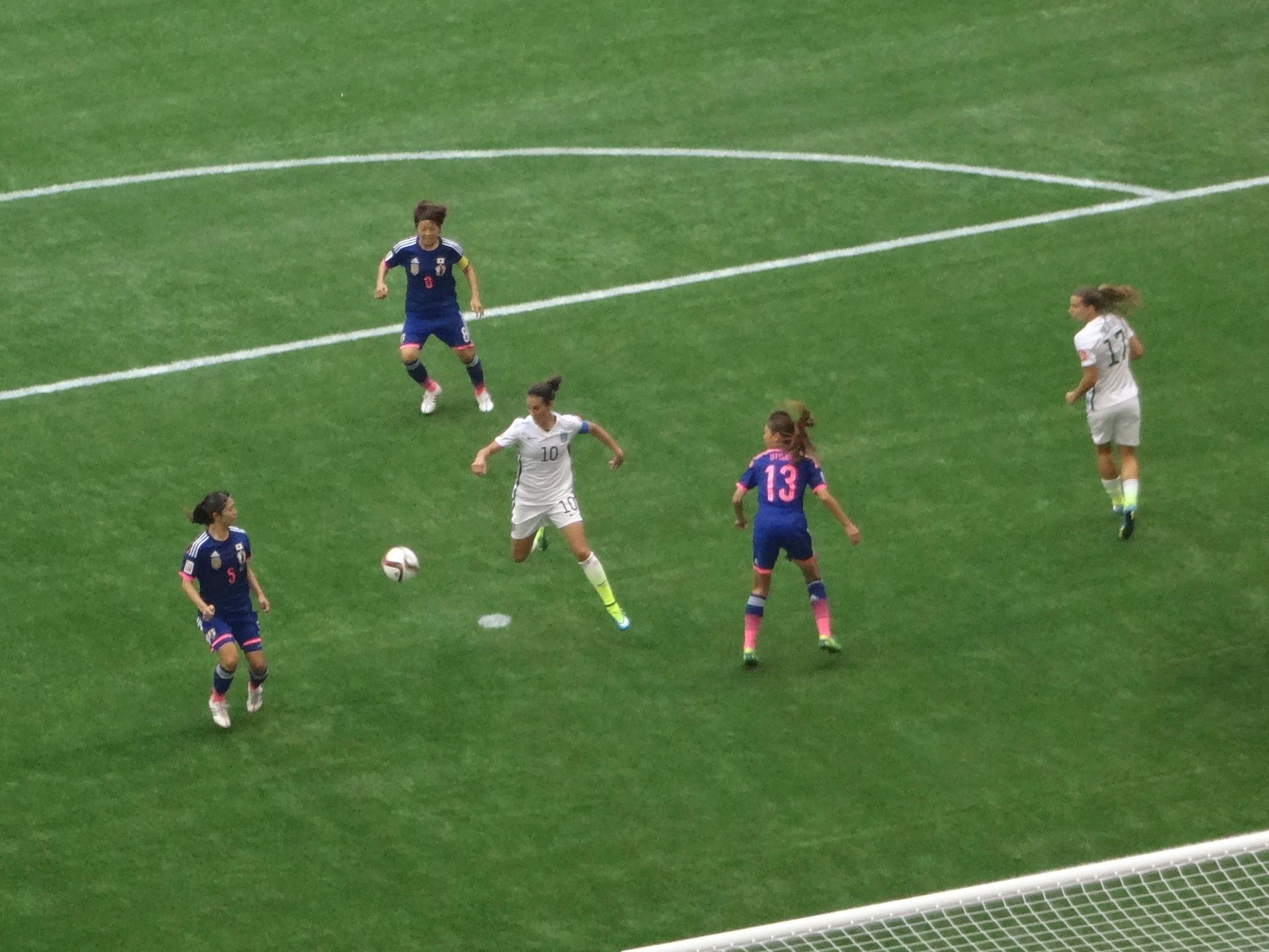
USA besegrar Japan i finalen och blir damvärldsmästare.

- 6 juni–5 juli: USA vinner Världsmästerskapet för damer i Kanada genom att finalbesegra Japan med 5-2 medan England tar brons.[12]
- 18 oktober: FC Rosengård blir svenska mästare för damer, efter att ha säkrat titeln i den sista omgången.[13]
- 31 oktober: IFK Norrköping blir svenska mästare för herrar, efter att ha säkrat titeln i den sista omgången.[14]

## Friidrott
- 22–30 augusti - Världsmästerskapen i Peking i Kina.
- 12–13 september - Finnkampen 2015 avgörs i Stockholm i Sverige

## Frisbee
- 19-26 Juli - Världsmästerskapen i Overall frisbee i Norrköping

## Handboll
- 17 januari–1 februari: Frankrike vinner världsmästerskapet för herrar i Qatar genom att vinna finalen mot Qatar med 25-22, medan Polen slår Kroatien med 29-28 i bronsmatchen.[15]
- 5-20 december: Norge vinner Världsmästerskapet i handboll för damer i Danmark genom att vinna finalen mot Nederländerna med 31-23, medan Rumänien slår Polen med 31-22 i bronsmatchen

## Innebandy
- 29 april – 3 maj: U19-Världsmästerskapen i innebandy för herrar spelas i Helsingborg i Sverige, och vinns av Finland.
- 4 – 13 december: Världsmästerskapet för damer spelas i Tammerfors i Finland och vinns av Sverige, efter straffläggning mot Finland i finalen medan Sverige. Sverige tar därmed sitt femte raka VM-guld.[16] Schweiz besegrar Tjeckien i matchen om bronsmedaljerna.

## Ishockey
- 5 januari - Kanada vinner herrjuniorvärldsmästerskapet i Kanada genom att finalslå Ryssland med 5-4. Slovakien vinner bronsmatchen mot Sverige med 4-2.[17]
- 28 mars – 4 april: USA vinner världsmästerskapet för damer i Malmö i Sverige genom att slå Kanada. med 7-5 i finalen Finland besegrar Ryssland med 3-2 i matchen om tredje pris.[18]
- 10 mars - Karlskrona HK går upp till SHL via direktkval.
- 29 mars - Rögle BK går upp till SHL via direktkval.
- 2 april - Malmö Redhawks går upp till SHL via direktkval efter ha besegrat Leksands IF, som flyttas ner till Allsvenskan.
- 23 april - Växjö Lakers blir svenska herrmästare genom att vinna SM-finalserien mot Skellefteå AIK med 4-2 i matcher.[19]
- 1–17 maj: Världsmästerskapet för herrar spelas i Prag och Ostrava i Tjeckien, och vinns av Kanada som finalslår Ryssland med 6–1, medan USA tar brons efter seger med 3–0 mot Tjeckien i matchen om tredje pris.[20]
- 16 juni - Chicago Blackhawks vinner Stanley Cup mot Tampa Bay Lightning med 4-2 i matcher.[21]

## Konståkning
- 26 januari–1 februari: Europamästerskapen i konståkning avgörs i Stockholm.
- 23–29 mars: Världsmästerskapen i konståkning avgörs i Shanghai.

## Nordisk skidsport
- 18 februari–1 mars: Världsmästerskapen avgörs i Falun i Sverige.
- 8 mars - Petter Eliassen, Norge vinner herrklassen medan Justyna Kowalczyk, Polen vinner damklassen då Vasaloppet avgörs.[22]

## Motorsport
- 14 juni – Earl Bamber, Nico Hülkenberg och Nick Tandy vinner Le Mans 24-timmars med en Porsche 919 Hybrid.

## Orientering
- 3-4 maj: 10-mila kavlen avgörs i Skepptuna socken i Sigtuna kommun i Sverige.
- 13-14 juni: Jukolakavlen avgörs i finska Louna.
- 18-24 juli: O-Ringen avgörs i Borås i Sverige.
- 1–7 augusti: Världsmästerskapen avgörs i Inverness i Skottland i Storbritannien.
- 10-11 oktober: 25-manna i orientering i Lövsättra i Täby kommun i Sverige.

## Rugby
- 18 september–31 oktober: Nya Zeeland vinner världsmästerskapet i rugby union i England och Wales, Storbritannien, genom att vinna finalen mot Australien. Sydafrika besegrar Argentina i bronsmatchen.[23]

## Simsport
- 24 juli–9 augusti: Världsmästerskapen i simsport avgörs i Kazan i Ryssland.
- 2–6 december: Europamästerskapen i kortbanesimning avgörs i Netanya i Israel.

## Skidskytte
- 3–15 mars: Världsmästerskapen avgörs i Kontiolax i Finland.

## Travsport
- 31 maj: Magic Tonight, och kusken Örjan Kihlström, vinner Elitloppet på Solvalla.
- 2 juli: Nuncio, och kusken Stefan Melander vinner Sprintermästaren på Halmstadtravet.
- 28 juli: Creatine, och kusken Johnny Takter, vinner Hugo Åbergs Memorial på Jägersro.
- 13 september: Mosaique Face, och kusken Lutfi Kolgjini, vinner UET Trotting Masters på travbanan Hippodrome de Wallonie i Mons, Belgien.

## Volleyboll
- 26 september–4 oktober: Ryssland vinner Europamästerskapet för damer i Nederländerna och Belgien genom att vinna finalen mot Nederländerna. Serbien besegrar Turkiet med 3-0 i matchen om tredje pris.[24]
- 9–18 oktober: Frankrike vinner Europamästerskapet för herrar i Bulgarien och Italien genom att vinna finalen mot Slovenien. Italien besegrar Bulgarien i match om tredje pris.[25]

### Fotnoter
1. ↑  Frida Olsson (31 juli 2015). ”Vinter-OS 2022 till Kina”. SVT Sport. http://www.svt.se/sport/vintersport/vinter-os-2022-till-kina. Läst 31 juli 2015.
2. ↑  Erik Jonsson (13 mars 2015). ”2010–2019”. Svenska Bandyförbundet. https://www.svenskbandy.se/BANDYFINALEN/HISTORIK/Svenskamastare/Damer/2010-2019/. Läst 19 mars 2015.
3. ↑  Erik Jonsson (14 mars 2015). ”2010–2019”. Svenska Bandyförbundet. https://www.svenskbandy.se/BANDYFINALEN/HISTORIK/Svenskamastare/Herrar/2010-2019/. Läst 19 mars 2015.
4. ↑  ”World Championships 2015”. Bandysidan. http://www.bandysidan.nu/event.php?EVID=203. Läst 19 mars 2020.
5. ↑  Anders Hansson (TT) (11 oktober 201). ”Sandviken chanslöst i World cup-finalen” (på svenska). Sportbladet. https://www.aftonbladet.se/sportbladet/a/WLa17r/sandviken-chanslost-i-world-cup-finalen. Läst 3 september 2024.
6. ↑  ”2015 World Series” (på engelska). Baseball-Reference.com. https://www.baseball-reference.com/postseason/2015_WS.shtml. Läst 25 oktober 2017.
7. ↑  ”2014-15 NBA Schedule and Results” (på engelska). Basketball Reference. 21 mars 2015. http://www.basketball-reference.com/leagues/NBA_2015_games.html. Läst 17 juni 2015.
8. ↑  Todor Krastev (juni 2013). ”Women Basketball XXXV European Championship 2015 Hungary and Romania 11-28.06 - Winner Serbia” (på engelska). Sport Statistics. Arkiverad från originalet den 30 juni 2015. https://web.archive.org/web/20150630224648/http://todor66.com/basketball/Europe/Women_2015.html. Läst 3 juli 2015.
9. ↑  Todor Krastev (1 september 2015). ”Men Basketball XXXIX Eurobasket (European Championship) 2015 France (From 1/8 Finals) - Winner Spain” (på engelska). Sport Statistics. Arkiverad från originalet den 13 januari 2016. https://web.archive.org/web/20160113054413/http://www.todor66.com/basketball/Europe/Men_2015.html. Läst 31 januari 2016.
10. ↑  ”European U-21 Championship 2015” (på engelska). RSSSF. 21 mars 2015. http://www.rsssf.com/tablese/eur-u21-2015.html. Läst 2 juli 2015.
11. ↑  ”Copa América 2015” (på engelska). RSSSF. 21 mars 2015. http://www.rsssf.com/tables/2015sa.html. Läst 8 juli 2015.
12. ↑  ”Women's World Cup 2015 (Canada)” (på engelska). RSSSF. 21 mars 2015. http://www.rsssf.com/tablesw/wwc2015f.html. Läst 8 juli 2015.
13. ↑  ”SM-guld till Rosengård efter målfest”. Sveriges Radio. 18 oktober 2015. http://sverigesradio.se/sida/gruppsida.aspx?programid=2835&grupp=7237&artikel=6281532. Läst 18 oktober 2015.
14. ↑  ”Norrköping mästare efter 26 års väntan”. SVT. 31 oktober 2015. http://www.svt.se/sport/fotboll/norrkoping-mastare-efter-26-ars-vantan/. Läst 31 oktober 2015.
15. ↑  Todor Krastev (21 mars 2015). ”Men Handball XXIV World Championship 2015 Qatar (+3 GMT) 15.01-01.02 - Winner France” (på engelska). Sport Statistics. Arkiverad från originalet den 6 december 2014. https://web.archive.org/web/20141206132302/http://todor66.com/handball/World/Men_2015.html. Läst 1 februari 2015.
16. ↑  Diljen Otlu (12 december 2015). ”Femte raka VM-guldet – efter straffdrama”. SVT Sport. http://www.svt.se/sport/innebandy/vm-finalen-1/. Läst 12 december 2015.
17. ↑  ”Championnat du monde des moins de 20 ans 2014/15” (på franska). Hockey Archives. 5 januari 2015. https://www.hockeyarchives.info/U-20_2015.htm. Läst 13 januari 2015.
18. ↑  ”Championnats du monde féminins 2015” (på franska). Hockey Archives. 28 mars 2015. https://www.hockeyarchives.info/mondefem2015.htm. Läst 17 maj 2015.
19. ↑  ”Championnat de Suède 2014/15” (på franska). Hockey Archives. 23 april 2015. Arkiverad från originalet den 9 september 2016. https://web.archive.org/web/20160909031003/http://www.hockeyarchives.info/Suede2015.htm. Läst 8 juli 2015.
20. ↑  ”Championnats du monde 2015” (på franska). Hockey Archives. 17 maj 2015. https://www.hockeyarchives.info/mondial2015.htm. Läst 18 maj 2015.
21. ↑  ”NHL 2014/15” (på franska). Hockey Archives. 16 juni 2015. https://www.hockeyarchives.info/NHL2015.htm. Läst 6 januari 2016.
22. ↑  ”Historiska segrare”. Vasaloppet. Arkiverad från originalet den 22 mars 2020. https://web.archive.org/web/20200322121012/https://www.vasaloppet.se/wp-content/uploads/sites/1/2019/09/historiska_segrare_vasaloppet_sve_2019-09-18.pdf. Läst 22 mars 2020.
23. ↑  "Nya Zeeland försvarade rugbytitel". Läst 31 oktober 2015.
24. ↑  Todor Krastev (21 mars 2015). ”Women Volleyball XXIX European Championship 2015 Netherlands, Belgium 26.09-04.10” (på engelska). Sport Statistics. Arkiverad från originalet den 6 oktober 2015. https://web.archive.org/web/20151006210130/http://www.todor66.com/volleyball/Europe/Women_2015.html. Läst 5 oktober 2015.
25. ↑  Todor Krastev (21 mars 2015). ”Men Volleyball XXIX European Championship 2015 Bulgaria, Italy 09-18.10 - Winner France” (på engelska). Sport Statistics. Arkiverad från originalet den 29 juni 2015. https://web.archive.org/web/20150629021700/http://todor66.com/volleyball/Europe/Men_2015.html. Läst 18 oktober 2015.